# Lagoa (Algarve)
Lagoa és un municipi portuguès, situat al districte de Faro, a la regió d'Algarve i a la subregió de l'Algarve. L'any 2006 tenia 23.835 habitants. Limita al nord-est amb Silves, al nord-oest amb Portimão i al sud amb l'oceà Atlàntic
| Població del municipi (concelho) de Lagoa (1801 -2004) | Població del municipi (concelho) de Lagoa (1801 -2004) | Població del municipi (concelho) de Lagoa (1801 -2004) | Població del municipi (concelho) de Lagoa (1801 -2004) | Població del municipi (concelho) de Lagoa (1801 -2004) | Població del municipi (concelho) de Lagoa (1801 -2004) | Població del municipi (concelho) de Lagoa (1801 -2004) | Població del municipi (concelho) de Lagoa (1801 -2004) | Població del municipi (concelho) de Lagoa (1801 -2004) |
| ------------------------------------------------------ | ------------------------------------------------------ | ------------------------------------------------------ | ------------------------------------------------------ | ------------------------------------------------------ | ------------------------------------------------------ | ------------------------------------------------------ | ------------------------------------------------------ | ------------------------------------------------------ |
| 1801                                                   | 1849                                                   | 1900                                                   | 1930                                                   | 1960                                                   | 1981                                                   | 1991                                                   | 2001                                                   | 2004                                                   |
| 4.913                                                  | 8.232                                                  | 12.135                                                 | 13.088                                                 | 13.846                                                 | 15.635                                                 | 16.780                                                 | 20.651                                                 | 22.658                                                 |

## Freguesies
- Carvoeiro
- Estômbar
- Ferragudo
- Lagoa
- Parchal
- Porches